# Chauny
Chauny település Franciaországban, Aisne megyében. Lakosainak száma 11 456 fő (2022. január 1.). Chauny Abbécourt, Autreville, Bichancourt, Caumont, Ognes, Sinceny, Villequier-Aumont és Viry-Noureuil községekkel határos.

## Fekvése
Tergniertől délnyugatra fekvő település.

## Története
A helyszínen, többé-kevésbé folyamatosan, legalább a Karoling-korszak óta volt település. Különböző neveken volt ismert, úgy mint Calgny, Cauny, Canni, Calni vagy Chaulni. Latinul a kortárs krónikások és történészek, mint például Flodoard, Guibert de Noyon/Nogent, legalább 13 különböző nevet használtak, amikor utaltak rá; például mint Calnacum, Calniacum, Cauniacum, Calviniacum és Channiacum.
Chauny, amely akkor még puszta kastély volt, menedékül szolgált azoknak, akik a 407-es, illetve a 451-es vandál és hun invázió elől menekültek.
1167-ben Philip Elzász, gróf Flandria és Vermandois első chartáját itt Chaunyban fogadta el. Chauny 1213-ban a király közvetlen felügyelete alá tartozott. Nevét is ekkor említették először "Ville de Chauny" néven. 1662-ben négy napig a spanyol csapatok ostromolták.
A várost az I. világháború egy részében német csapatok szállták meg, és a háború nagy részében közel volt a frontvonalhoz. A szövetséges erők 1917-ben történt visszafoglalása során súlyos károkat szenvedett. Vitatott, hogy a pusztítást a szövetséges bombázások, légi és tüzérségi bombázások okozták-e, illetve hogy milyen mértékben volt ez írható a visszavonuló németek csapatok számlájára.
A közösséget a háború után újjáépítették, nagyrészt hagyományos francia "châteaux" stílusban; különösen az önkormányzati épületek, amelyek vörös téglából épültek. A legtöbb meglévő szerkezet ebből az időből vagy későbbi időkből származik; főleg a városközpontban találhatóak.
A második világháború idején 1944. augusztus 8-án szövetséges repülőgépek bombázták a városban található vegyi gyárat. A várost végül 1944. szeptember 2-án szabadították fel az amerikai csapatok.

## Iskolák
A városban ma három középiskola és négy főiskola működik: egy tudományos, műszaki és szakmai középiskola, a Jean Macé általános és műszaki középiskola, a Gay-Lussac, egy magángimnázium, a Saint-Charles és egy mezőgazdasági magánközépiskola, a Robert Schuman.

## Galéria

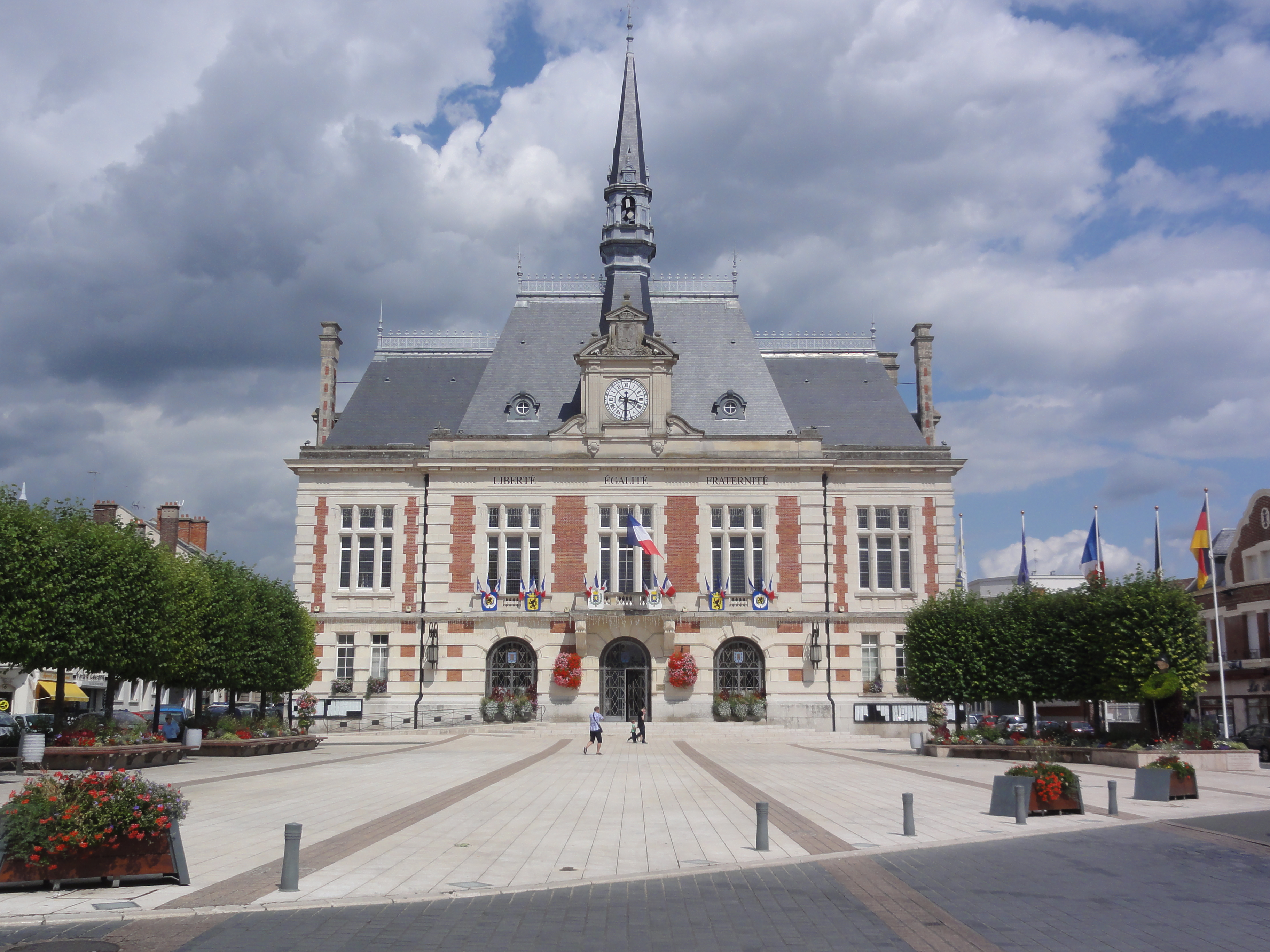
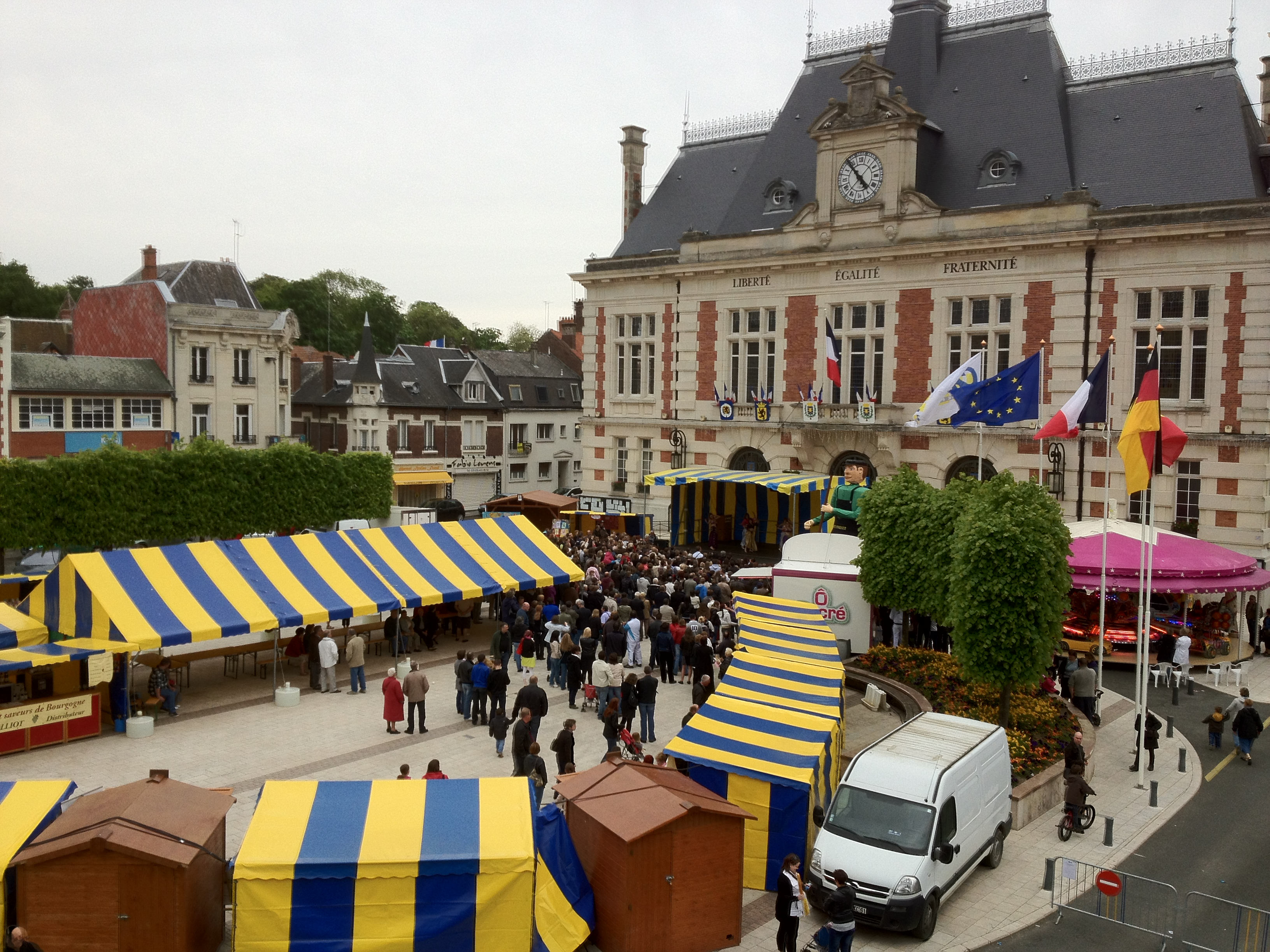
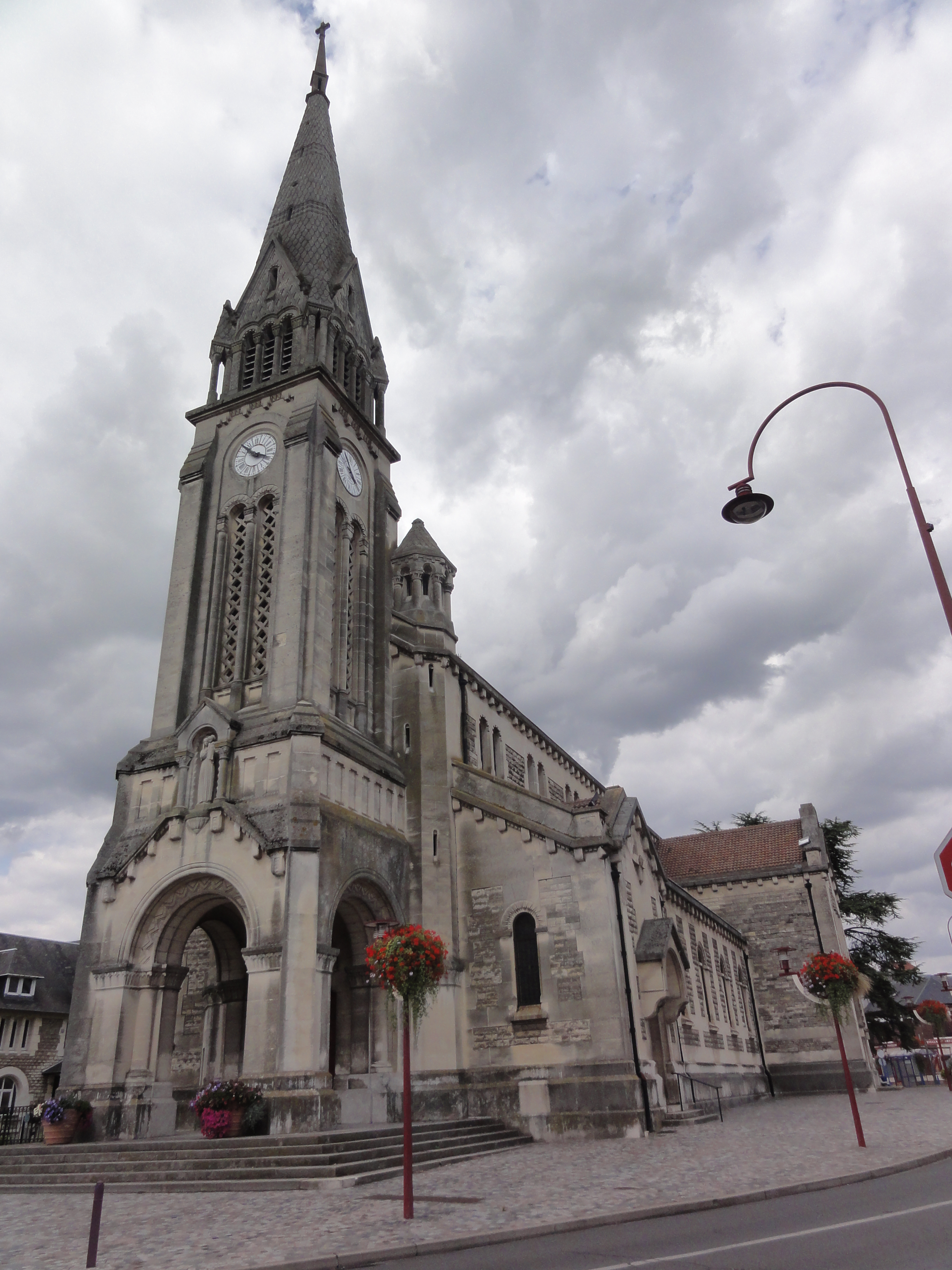
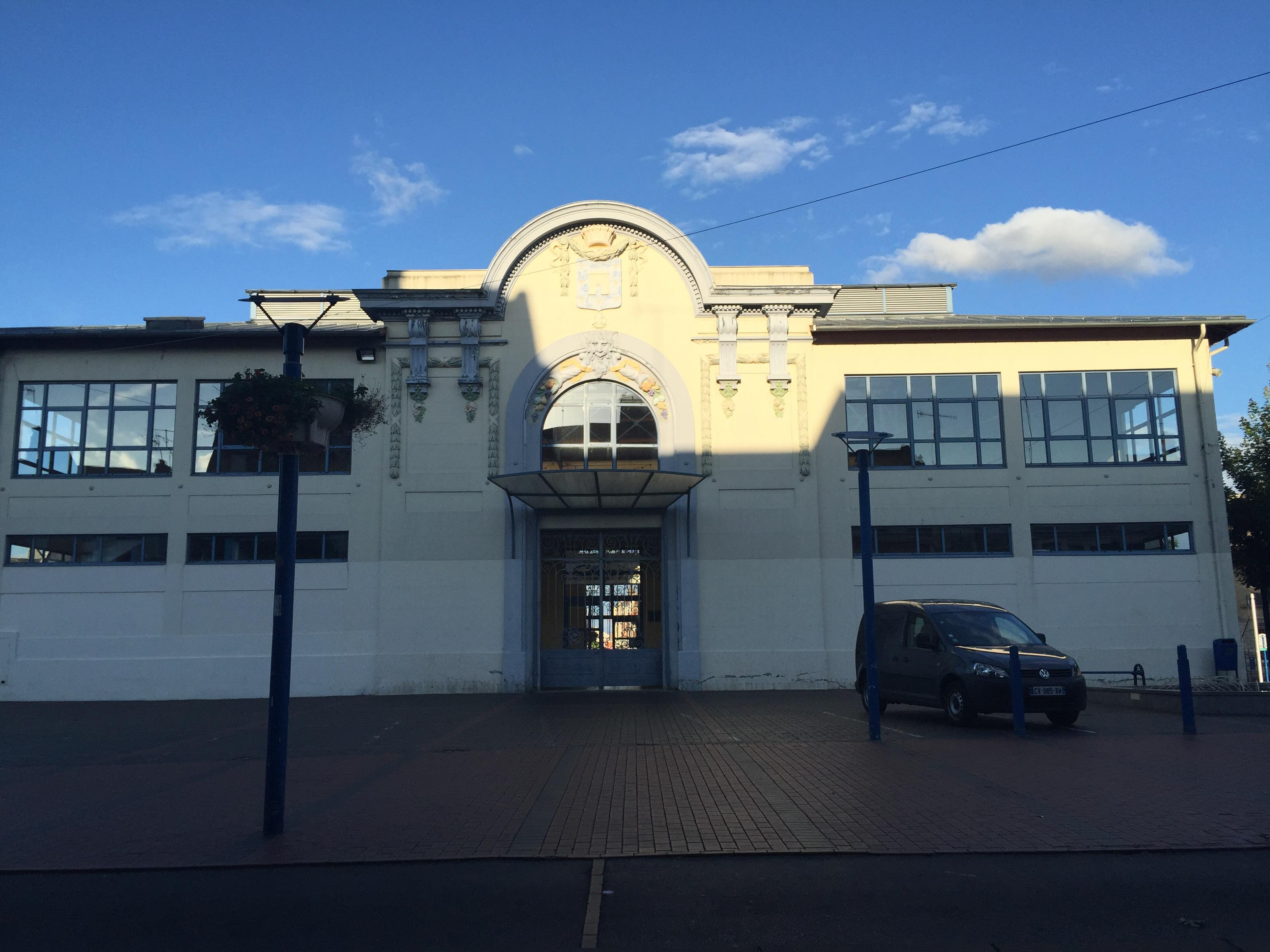

## Nevezetességek
- Szent Márton templom

## Népesség
A település népességének változása:
| Lakosok száma | 13 920 | 13 435 | 12 926 | 12 653 | 11 874 | 11 831 | 11 878 | 11 653 | 11 438 | 11 456 |
|               | 1968   | 1982   | 1990   | 2006   | 2013   | 2015   | 2017   | 2019   | 2020   | 2022   |